# Włodzimierz Kiernożycki (ur. 1941)
Włodzimierz Kiernożycki (ur. 23 września 1941 na Polesiu we wsi Zaostrowiecze) – polski inżynier, prezydent Gorzowa Wielkopolskiego.
Posiada dyplom inżyniera budownictwa lądowego Politechniki Poznańskiej z 1965. Pracował na stanowiskach kierowniczych w Zielonogórskim Przedsiębiorstwie Budowlanym i Wojewódzkim Zarządzie Inwestycji Miejskich w Zielonej Górze. Od 1975 był dyrektorem nowo powstałej Wojewódzkiej Dyrekcji Rozbudowy Miast i Osiedli Wiejskich w Gorzowie. 16 czerwca 1978 powołany na stanowisko prezydenta miasta, które piastował do 15 kwietnia 1982. Za jego prezydentury Gorzów przekroczył 100  000 mieszkańców (oficjalnie stało się to 24 kwietnia 1979). We wrześniu 1980 udostępnił pomieszczenia w Urzędzie Miasta na siedzibę Zarządu Regionu NSZZ „Solidarność”. Swą rezygnację uzasadnił wypełnieniem misji Prezydenta Miasta. W latach 1983–1988 był dyrektorem Wojewódzkiej Dyrekcji Inwestycji, od 1 maja 1988 do sierpnia 1988 był dyrektorem Wydziału Budownictwa w Urzędzie Wojewódzkim. W sierpniu 1988 został (ostatnim) I sekretarzem KM PZPR w Gorzowie, którym był do końca grudnia 1989. W styczniu 1990 podjął pracę w „Gobexie” jako specjalista od inwestycji, następnie został partnerem firmy inżynierskiej „Invest-service". Od 1995 do 30 czerwca 1999 był partnerem w Przedsiębiorstwie Konsultingowym „Engineer”, które zaprojektowało i nadzorowało budowę terminali w Świecku i Olszynie na granicy polsko-niemieckiej oraz terminalu towarowego w Koroszczynie na granicy z Białorusią. W latach 1994–2005 był współwłaścicielem Przedsiębiorstwa Usług Inwestycyjnych w Gorzowie Wlkp. Od 1999 aktywny członek Stowarzyszenia Inżynierów Doradców i Rzeczoznawców polskiej organizacji członka FIDIC (Międzynarodowa Federacja Inżynierów Konsultantów) – wykładowca, rozjemca i arbiter.